# Аполлония Киренская
Аполлония Киренская — греческая колония, основанная в Северной Африке, в Киренаике. Была одним из городов Пентаполиса (Пятиградья). Просуществовала до арабского завоевания в VII в. н. э. На территории Аполлонии расположен современный город Суса.

## Исторические и географические сведения
Скорее всего, Аполлония была основана как одна из дочерних колоний Кирены в период правления в ней династии Баттиадов. Письменных свидетельств о времени основания города до нас не дошло. Самый древний археологический материал, найденный при раскопках этого города, датируется VI в. до н. э.
Как сообщает Страбон, Аполлония Киренская была гаванью Кирены. Она располагалась в 80 стадиях от самой Кирены (12 км юго-западнее), в 170 стадиях от мыса Фикунт и в 1000 стадий от города Береники. Во времена Страбона Аполлония была процветающим торговым городом. Любкер в «Реальном словаре классических древностей» называет Аполлонию родиной Эратосфена. В римское время Аполлония входила в провинцию Крит и Киренаика. С VI века н. э. входила в провинцию Верхняя Ливия.

## История изучения и основные достопримечательности
В результате землетрясений античная часть города ушла под воду. Большой урон строениям нанесло также подводное землетрясение 365 г. В 1958—1959 годах Н. Флемминг, будучи студентом Кембриджа, организовал несколько экспедиций и составил карту подводной части города. К. Бельтраме составил фотографический обзор ряда подводных строений.
Основные достопримечательности — это театр, находящийся за пределами городских стен и рассчитанный на 27 рядов сидений, дворец византийского наместника и руины трех византийских церквей. Кроме того, местный музей содержит большое количество античных артефактов.